# Estación de Navaleno
Navaleno fue una estación de ferrocarril situada en el municipio español de Navaleno, en la provincia de Soria, que formaba parte del histórico ferrocarril Santander-Mediterráneo. En la actualidad las antiguas instalaciones ejercen como albergue rural.

## Situación ferroviaria
Las instalaciones se encontraban situadas en el punto kilométrico 147,317 de la línea férrea de ancho ibérico Santander-Mediterráneo, a 1126 metros de altitud sobre el nivel del mar.

## Historia
Las instalaciones entrarían en servicio en enero de 1929 con la inauguración del tramo Cabezón de la Sierra-Soria. En sus orígenes, además del edificio de viajeros, la estación dispuso de un almacén y hasta cuatro vías de servicio. En 1941, con la nacionalización de los ferrocarriles de ancho ibérico, las instalaciones pasaron a manos de RENFE. La estación de Navaleno fue escenario de algunos de los rodajes de la película Doctor Zhivago, que se rodó en España en 1965. La estación dejó de prestar servicio con la clausura al tráfico de la línea Santander-Mediterráneo en enero de 1985. 
En la actualidad el conjunto de la estación se conserva intacto, con el edificio de viajeros rehabilitado como albergue rural.